# London Sevens
Il London Sevens è un torneo annuale di rugby a 7 che fa parte delle World Rugby Sevens Series. Viene disputato a Londra, stadio di Twickenham, sin dalla stagione 2000-2001.

## Finali
| Anno          | Finale di Cup | Finale di Cup | Finale di Cup | Finale Plate  | Finale Plate | Finale Plate |
| Anno          | Vincitore     | Punteggio     | Finalista     | Vincitore     | Punteggio    | Finalista    |
| ------------- | ------------- | ------------- | ------------- | ------------- | ------------ | ------------ |
| 2001 Dettagli | Nuova Zelanda | 19 - 12       | Australia     | Sudafrica     | 31 - 7       | Inghilterra  |
| 2002 Dettagli | Nuova Zelanda | 54 - 14       | Sudafrica     | Australia     | 45 - 14      | Samoa        |
| 2003 Dettagli | Inghilterra   | 31 - 24       | Figi          | Australia     | 40 - 14      | Galles       |
| 2005 Dettagli | Sudafrica     | 21 - 12       | Inghilterra   |               |              |              |
| 2006 Dettagli | Figi          | 54 - 14       | Samoa         | Sudafrica     | 42 - 7       | Kenya        |
| 2007 Dettagli | Nuova Zelanda | 29 - 7        | Figi          | Sudafrica     | 14 - 5       | Australia    |
| 2008 Dettagli | Samoa         | 19 - 14       | Figi          | Nuova Zelanda | 19 - 12      | Sudafrica    |
| 2009 Dettagli | Inghilterra   | 31 - 26       | Nuova Zelanda | Figi          | 24 - 10      | Portogallo   |
| 2010 Dettagli | Australia     | 19 - 14       | Sudafrica     | Nuova Zelanda | 26 - 24      | Figi         |
| 2011 Dettagli | Sudafrica     | 24 - 14       | Figi          | Samoa         | 22 - 12      | Australia    |
| 2012 Dettagli | Figi          | 38 - 15       | Samoa         | Nuova Zelanda | 14 - 12      | Inghilterra  |
| 2013 Dettagli | Nuova Zelanda | 47 - 12       | Australia     | Figi          | 14 - 5       | Stati Uniti  |
| 2014 Dettagli | Nuova Zelanda | 52 - 33       | Australia     | Sudafrica     | 38 - 14      | Kenya        |
| 2015 Dettagli | Stati Uniti   | 45 - 22       | Australia     | Nuova Zelanda | 26 - 14      | Sudafrica    |
| 2016 Dettagli | Scozia        | 27 - 26       | Sudafrica     | Nuova Zelanda | 29 - 14      | Argentina    |
| 2017 Dettagli | Scozia        | 12 - 7        | Inghilterra   |               |              |              |
| 2018 Dettagli | Figi          | 21 - 17       | Sudafrica     |               |              |              |
| 2019 Dettagli | Figi          | 43 - 7        | Australia     |               |              |              |